# Каштановий чоловічок
«Каштановий чоловічок» (дан. Kastanjemanden) — данський детективний мінісеріал, прем'єра якого відбулася на Netflix 29 вересня 2021 року. Творцями серіалу, заснованого на однойменній книзі Сорена Свейструпа, виступили Дорте Варне Хаг, Давід Сандройтер та Міккель Серуп. Даніца Чурчич та Міккель Бьо Фьольсгор зіграли головні ролі детективів поліції Найі Тулін та Марка Хесса, які розслідують вбивства кількох жінок, які об'єднують фігурки каштанових чоловічків, залишених на місці злочину.

## Синопсис
На місці жорстокого вбивства поліція виявляє фігурку каштанового чоловічка. За допомогою цього моторошного доказу два детективи намагаються знайти вбивцю, причетного до зникнення доньки політика.

## Актори та персонажі

### У головних ролях
- Даніца Чурчич — Найя Тулін, слідчий поліції Копенгагена
- Мікель Фольско — Марк Хесс, слідчий з Європолу, який тимчасово повернувся до Копенгагена
- Давид Денсік — Симон Генц, головний судмедексперт поліції Копенгагена
- Ібен Дорнер[en] — Роза Хартунг, данський міністр соціальних справ, у якої рік тому пропала донька Христина
- Есбен Дальсгаард — Стін Хартунг, чоловік Рози Хартунг
- Ларс Ранте[en] — Нюландер, начальник Найі Тулін

### Другий склад
- Ліва Форсберг — Ле Тулін, дочка Найі Тулін
- Луї Несс-Шмідт — Густав Хартунг, син Рози Хартунг
- Андерс Хоув — Аксель, прийомний батько Найі Тулін
- Алі Казім — Неру, сторож у житловому комплексі, де живе Симон Генц
- Мортен Бровн — Фредерік Фогель, радник Рози Хартунг
- Марі-Ліді Мелоно Нокуда — Лів Крістіансен, секретарка Рози Хартунг
- Андерс Нюборг — детектив Абільдгор, колега Найі Тулін та Марка Хесса
- Крістіан Хег Джеппесен — Інгельс, секретар Рози Хартунг
- Аріан Кашеф — Якоб Расулі, водій Рози Хартунг
- Олаф Хойгаард — детектив Тім Янсен, який допитував Лінуса Беккера у справі про зникнення Крістіни Хартунг
- Крістіан Джеллеруп Кох — заступник помічника комісара Даль
- Фадіме Туран — поліцейський ІТ-фахівець
- Елліотт Кроссет Хоув — Лінус Беккер, засуджений за вбивство Крістіни Хартунг
- Микола Даль Гамільтон — Ханс Хенрік Хауге, наречений Лаури К'єр.
- Симона Лікке — Бенедикта Сканс, спільниця Якоба Расулі
- Йеспер Оле Фейт Андерсен — помічник Нюландера
- Каспер Лейснер — Себастьян, бойфренд Найї

## Виробництво
19 серпня 2019 року Netflix анонсував свій другий данський серіал на Копенгагенському телефестивалі. «Каштановий чоловічок» заснований на дебютному романі видатного письменника Сорена Свейструпа («Вбивство»), а серіал дебютував на Netflix у всьому світі.

## Оцінка критиків
«Каштановий чоловічок» отримав загалом позитивні відгуки критиків і на сайті Rotten Tomatoes має рейтинг 100 % із середньою оцінкою 9 із 10 на основі п'яти рецензій. Критики охарактеризували шоу як «захоплююче» та «жахливе», в той час як інші, накшталт Верденс ганг, описали його як «досконале кліше», а також поставили йому чотири з шести при киданні кубиків.